# Lloyd Pierce
Lloyd Daniel Pierce (San José, California, 11 de mayo de 1976) es un exjugador y actual entrenador de baloncesto estadounidense que disputó cuatro temporadas como profesional, casi todas en ligas menores. Con 1,90 metros de estatura, jugaba en la posición de base. Actualmente ocupa el puesto de entrenador asistente de los Indiana Pacers.

## Trayectoria deportiva

### Universidad
Jugó cuatro temporadas con los Broncos de la Universidad de Santa Clara, donde coincidió con Steve Nash, en las que promedió 7,1 puntos, 3,4 rebotes y 2,0 asistencias por partido.

### Profesional
Tras no ser elegido en el Draft de la NBA de 1998, su carrera profesional transcurrió en ligas menores de su país, de Australia y de México, con la excepción de la temporada 2001-02, que la jugó en el Tigers Tübingen de la Basketball Bundesliga alemana, en la que promedió 16,3 puntos y 4,0 rebotes por partido.

### Entrenador
Comenzó su experiencia como entrenador en 2003 en su alma mater, los Santa Clara Broncos de la División I de la NCAA, donde permaneció cuatro temporadas. En 2007 fichó por los Cleveland Cavaliers como coordinador del programa de desarrollo de los jugadores, puesto que ocupó hasta 2010.
En la temporada 2010-11 de la NBA se pone a las órdenes de Keith Smart como entrenador asistente de los Golden State Warriors, y al año siguiente es reclamado por Lionel Hollins para ejercer como asistente suyo en los Memphis Grizzlies, donde permaneció dos temporadas.
En 2013 fichó por los Philadelphia 76ers como asistente de Brett Brown. Permaneció cinco temporadas, hasta que en mayo de 2018 es contratado como entrenador principal de los Atlanta Hawks.
El 1 de julio de 2021 fue contratado como entrenador asistente de los Indiana Pacers.